# Vio-lence
I Vio-lence sono un gruppo thrash metal statunitense, proveniente dalla Bay Area di San Francisco.

## Storia

### Gli inizi e la prima fase della carriera (1985-1990)
Inizialmente denominata "Death Penalty", la band si formò nel 1985 e comprendeva i chitarristi Phil Demmel e Troy Fua, il bassista Eddie Billy (fratello di Chuck Billy, cantante dei Testament), il cantante Jerry Birr, e il batterista Perry Strickland.
In seguito ci fu l'arrivo di Dean Dell al basso, in sostituzione di Billy. Con questa formazione vennero registrati alcuni brani, inclusi nel loro primo demo.
Birr lasciò il gruppo, venendo rimpiazzato da Sean Killian. Con questo rinnovo, i Vio-lence produssero il loro primo demo ufficiale chiamato Mechanic nel 1986.
Nel 1987 ci fu l'arrivo di Robb Flynn proveniente dai Forbidden Evil in seguito noti come Forbidden, che prese il posto di Troy Fua.
Con questa formazione la band ottenne un contratto con la Mechanic Records, che produsse un paio di demo e poi il loro debutto ufficiale: Eternal Nightmare (1988), album di thrash metal veloce e potente in cui gli influssi di Slayer, Exodus e Testament sono molto evidenti.
Dopo la pubblicazione del disco, i Vio-lence intrapresero una tournée con i Testament e i Sanctuary.
Tornati da esso, Strickland fornì agli Exodus il suo aiuto per il "Fabolus Disaster Tour", sostituendo Tom Hunting.
Tuttavia, gli esordi del gruppo vennero resi problematici dal fallimento della loro etichetta Mechanic Records, che costrinse i Vio-lence a cercare un altro contratto, che arrivò con la Megaforce Records.
Demmel e compagni tornarono così in studio per realizzare Oppressing the Masses, che uscì tra varie polemiche nel 1990, dovute alla censura da parte dell'etichetta della canzone Torture Tactics, colpevole di avere un testo considerato, liricamente, troppo "estremo": la conclusione fu la distruzione di 20000 copie del suddetto CD.
La risposta della band fu abbastanza sarcastica, indossando una maglietta con una immagine della copertina con su scritto "censurato".
Il tour successivo insieme ai Defiance fu un disastro dal punto di vista organizzativo e spesso anche a livello di pubblico, con la conseguenza del cambio di management.

### Il primo scioglimento e la temporanea rinascita (1991-1993)
Dopo un periodo di pausa, riempito da un EP in cui appariva Torture Tactics, e un nuovo cambio di etichetta, nel 1993, uscì Nothing to Gain, che presentò un suono molto tetro e di gran lunga più lento rispetto ai canoni del thrash metal, quasi ad anticipare il groove.
Questa volta l'insuccesso è rappresentato dalle vendite e non tanto dalle presenze nei live.
Dopo un periodo in cui la formazione mostrò una certa stabilità, nel gruppo la situazione si aggravò. Robb Flynn lasciò i Vio-lence dando vita ai Machine Head.
Flynn venne rimpiazzato da Ray Vegas mentre Strickland venne sostituito da Mark Hernandez.
Questa rinnovata formazione non ebbe lunga vita. Dopo aver prodotto un altro demo nel 1993 e dopo un tour conclusivo i Vio-lence si dichiararono sciolti nel 1993, travolti dall'instabilità del gruppo e dalla crisi del thrash metal.

### La temporanea rinascita (2001)
Nel periodo seguente allo scioglimento Demmel ha suonato e cantato brevemente in un suo complesso, i "Torque", che videro anche la partecipazione di Deen Dell al basso.
Dopo un lungo periodo di assenza, il gruppo si riformò nell'agosto del 2001, in occasione del "Thrash of the Tytans", concerto in cui i ricavati vennero devoluti a Chuck Billy e Chuck Schuldiner affetti dal cancro.
La formazione fu quella "classica", fatta eccezione per Flynn, anche se Troy Fua sostituì Vegas dopo pochi concerti e durante il tour di supporto a Rob Halford effettuato dopo il "Thrash Of The Tytans".

### Lo scioglimento "definitivo" (2002-2006)
Proprio quando la band credette di poter tornare definitivamente sulla scena musicale, il leader Phil Demmel suonò qualche concerto con i Machine Head, prendendo il posto di Ahrue Luster.
Demmel decise però di entrare stabilmente nel gruppo abbandonando definitivamente i Vio-lence.
I restanti quattro componenti rifiutarono di continuare ogni attività e decisero di intraprendere strade diverse, decretando lo scioglimento definitivo.
Il doppio DVD Blood and Dirt (2006) è l'ultima uscita ufficiale, visto che è seguita dall'annuncio di Demmel in cui viene chiarito che nessuna reunion verrà più effettuata in futuro.
Sarebbe dovuto uscire anche un demo (sempre nel 2006) come CD conclusivo, ma per via di alcuni problemi con la casa discografica che era interessata alla pubblicazione di quest'ultimo, non se ne è fatto più nulla, salvo per un centinaio di copie autoprodotte e distribuite solo negli Stati Uniti.

### Nuova reunion (2019)
Dopo l'uscita di Phil Demmel dai Machine Head verso la fine del 2018 sono iniziati immediatamente dei rumor circa la possibilità che questo, assieme agli altri membri originali, riportassero in attività i Vio-lence. Tali rumor trovano fondamento quando nel gennaio del 2019 viene annunciata la reunion e un concerto all'Oakland Metro di Oakland. Inizialmente prevista come una reunion per un solo concerto, visto il successo e le richieste arrivate subito dopo l'annuncio della reunion, i Vio-lence hanno annunciato altre date e la partecipazione ad alcuni festival estivi anche in Europa.

## Formazione

### Attuale
- Sean Killian - voce (1986-1993, 2001-2003, 2019-presente)
- Phil Demmel - chitarra (1985-1993, 2001-2003, 2018, 2019-presente)
- Christian Olde Wolbers - basso (2020-presente)
- Perry Strickland - batteria (1985-1993, 2001-2003, 2018, 2019-presente)
- Bobby Gustafson - chitarra (2020-presente)[4]

### Ex Componenti
- Dean Dell – basso (1985-1993, 2001-2003, 2018, 2019-2020)
- Ray Vegas –  chitarra(1991-1994, 2001, 2019-2020)
- Troy Fua – chitarra (1985-1987, 2001-2003)
- Steve "Green" Schmidt – chitarra (2001)
- Mark Hernandez – batteria (1993)
- Robb Flynn – chitarra (1987-1992)
- Jerry Birr – voce(1985-1986)
- Eddie Billy – basso (1985)

### Ex Turnisti
- Robb Flynn – chitarra (2018)
- Christian Olde Wolbers - basso (2020)

## Membri precedenti
- Ray Vegas - chitarra (1991-1994, 2001, 2019-2020)
- Jerry Birr - voce (1985-1987, 2001,2003)
- Robb Flynn - chitarra (1987-1992)
- Eddie Billy - basso (1985)
- Mark Hernandez - batteria (1993)
- Troy Fua - chitarra (1985-1987, 2001-2003)

## Discografia
Album in studio
- 1988 - Eternal Nightmare
- 1990 - Oppressing the Masses
- 1993 - Nothing to Gain

Singoli
- 1988 - Eternal Nightmare
- 1990 - World in a World

EP
- 1991 - Torture Tactics
- 2003 - They Just Keep Killing
- 2022 - Let the World Burn

Demo
- 1986 - First demo
- 1986 - Second 1986 demo
- 1988 - Rough Demo
- 1993 - Torque

DVD
- 2006 - Blood and Dirt